# Giovanni Giuseppe Cappellari
Giovanni Giuseppe Cappellari (Rigolato, 14 dicembre 1772 – Vicenza, 7 febbraio 1860) è stato un vescovo cattolico e teologo italiano.

## Biografia
Figlio di Osvaldo e Maria Maddalena Gussetti, dopo i primi studi a Rigolato presso l'educandato diretto dall'arcidiacono Giovanni Battista Gussetti, poi a Zuglio e a Sappada presso altri sacerdoti carnici, frequentò l'università di Salisburgo (filosofia), che dovette abbandonare dopo il baccellierato per motivi familiari. Entrò successivamente nel seminario di Udine, dove proseguì gli studi, anche se ebbe lunghi periodi di rientro in famiglia, e venne ordinato sacerdote il 19 febbraio 1796.
Trattenuto presso il seminario come prefetto di disciplina, poi come insegnante di filosofia e di teologia, ne divenne infine rettore, dal 1812 al 1815.
Nel 1815 fu nominato dal governatore austriaco di Venezia, nonostante a quel tempo mancasse della laurea, professore di teologia morale all'università di Padova, dove fu poi confermato con decreto imperiale; qui, oltre ad insegnare anche diritto canonico (1819), tenne corsi di Sacra Scrittura. Nel frattempo si era laureato in teologia (1816) e in utroque iure (1826). Fu per due volte eletto rettore magnifico, nel 1817-1818 e nel 1830-1831.
Il 5 gennaio 1832 gli giunse, inaspettata, la nomina imperiale a vescovo di Vicenza, confermata poi dal papa Gregorio XVI, suo parente, il 2 luglio.
Nonostante l'età e le precarie condizioni di salute, iniziava così uno degli episcopati più importanti della chiesa vicentina.

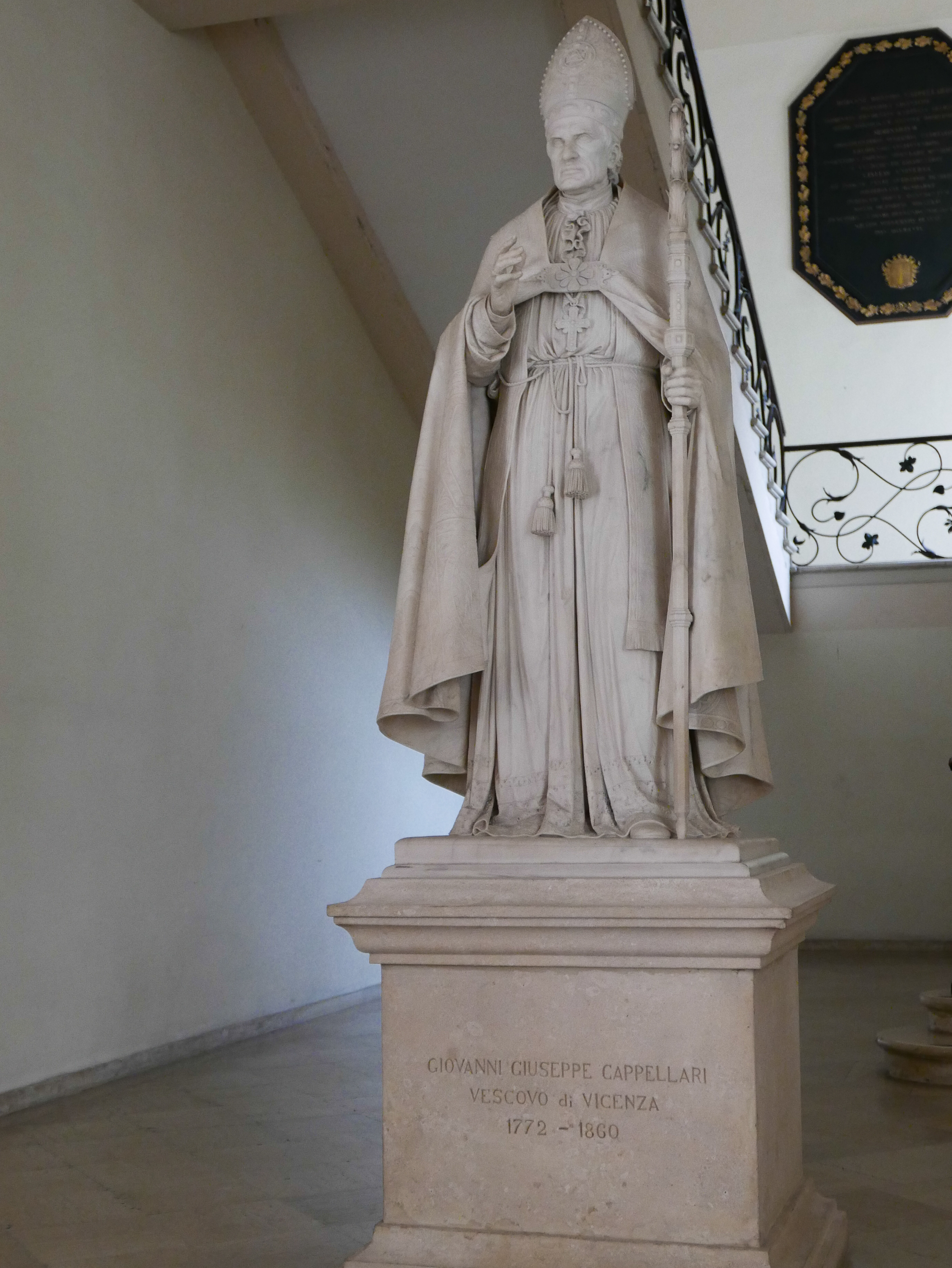
Statua del vescovo Cappellari nel Seminario maggiore di Vicenza

Dotato quindi di notevole cultura umanistica e teologica, si dimostrò vescovo aperto alle nuove idee e alla spiritualità rosminiana, che si era diffusa anche a Vicenza, specialmente tra i docenti del seminario come Giacomo Zanella e Giuseppe Fogazzaro, sacerdoti che egli protesse durante i moti risorgimentali del 1848. Fortemente convinto dell'importanza della formazione culturale e spirituale del clero e quindi del seminario, ne riformò il corso degli studi e fece erigere, poco fuori di Porta Santa Lucia, l'imponente costruzione ancora adibita a questa funzione.
La sua azione pastorale mirò soprattutto ad elevare il tono spirituale della Chiesa vicentina promuovendo principalmente istituzioni e iniziative diocesane, che trascendevano il ristretto ambito parrocchiale. Favorì quindi il lento rientro in città di alcuni ordini e congregazioni religiose, dopo lo scioglimento avvenuto durante la dominazione napoleonica; appoggiò la costituzione dell'Istituto delle Suore Maestre di Santa Dorotea, figlie dei Sacri Cuori fondato da Giovanni Antonio Farina nel 1836, del Collegio femminile delle Dame inglesi e della Congregazione degli esercizi al popolo; sostenne i Figli della carità istituiti nel 1836 per l'educazione dei giovani poveri e abbandonati di don Luigi Fabris e nello stesso anno promosse la prima Conferenza di San Vincenzo de' Paoli in Vicenza.
Dal punto di vista politico, pur simpatizzando per le idee liberali e favorevoli all'unità d'Italia e dimostrando avversità verso l'ingerenza delle autorità asburgiche, mantenne sempre un grande equilibrio, anche per proteggere la popolazione durante gli scontri. Durante l'insurrezione del 1848 diede l'appoggio, anche tramite lettere pastorali, al governo provvisorio della città ma poi, dopo la sconfitta, intercedette con gli austriaci per una pacificazione.
Nel 1854 riuscì ad inaugurare il nuovo seminario, da lui così tenacemente voluto; le sue condizioni di salute però erano sempre più precarie; le sue dimissioni, più volte richieste, erano sempre state rifiutate dal papa. Morì il 7 febbraio 1860, vivamente compianto da tutta la città.
È sepolto all'interno della chiesa del seminario da lui fortemente voluto.

## Genealogia episcopale e successione apostolica
La genealogia episcopale è:
- Cardinale Scipione Rebiba
- Cardinale Giulio Antonio Santori
- Cardinale Girolamo Bernerio, O.P.
- Arcivescovo Galeazzo Sanvitale
- Cardinale Ludovico Ludovisi
- Cardinale Luigi Caetani
- Cardinale Ulderico Carpegna
- Cardinale Paluzzo Paluzzi Altieri degli Albertoni
- Papa Benedetto XIII
- Papa Benedetto XIV
- Papa Clemente XIII
- Cardinale Marcantonio Colonna
- Cardinale Giacinto Sigismondo Gerdil, B.
- Cardinale Giulio Maria della Somaglia
- Vescovo Modesto Farina
- Vescovo Giovanni Giuseppe Cappellari

La successione apostolica è:
- Vescovo Giovanni Antonio Farina (1851)